# 쇼가이토 마사히로
쇼가이토 마사히로(일본어: 庄垣内正弘, 1942년 4월 17일 ~ 2014년 3월 23일)은 일본의 언어학자이다. 교토대학 명예교수이며 전문 분야는 위구르어 등의 튀르크어족 연구이다. 법명은 풍언원(豊言院).

## 경력
일본 히로시마현 구레시 출신이다. 오사카외국어대학을 졸업 후, 교토대학 대학원 박사과정을 중퇴, 1974년에 교토대학 문학부 조교, 1980년에 고베시외국어대학 조교수, 1984년에는 교수로 재직하다가, 1994년에 《고대 위구르문 아비달마 구사론 실의소의 연구》(古代ウイグル文阿毘達磨倶舎論実義疏の研究)로 교토대학에서 문학박사 학위를 취득했다. 1996년에 교토대학 대학원 문학연구과 교수로 근무하다가 2006년에 정년퇴임하여 명예교수가 되었다. 2007년에 베를린자유대학교에 객원교수에서, 이후 2012년 3월까지 교토산업대학에서 객원교수로 있었다.
2003년부터 2006년까지 일본언어학회 회장을 맡았다. 2011년에 일본 학사원상을 수상했다.
2014년 3월 23일 오후 4시 12분, 공장암(空腸癌)으로 오사카시 내의 병원에서 사망했다. 향년 71세.

## 주요 저서
- 《ウイグル語・ウイグル語文献の研究》 [위구르어 및 위구르어 문헌의 연구]. 1–3. 고베시외국어대학 외국학연구소. 1982 – 1989년.
- 《古代ウイグル文阿毘達磨倶舎論実義疏の研究》 [고대 위구르문 아비달마 구사론 실의소의 연구]. 1–3. 쇼카도(松香堂). 1991 – 1993년.
- 《ロシア所蔵ウイグル語文献の研究 ウイグル文字表記漢文とウイグル語仏典テキスト》 [러시아 소장 위구르어 문헌의 연구 위구르 문자 표기 한문과 위구르어 불전 텍스트]. 유라시아 고어 문헌연구 총서(ユーラシア古語文献研究叢書) (일본어). 교토대학 대학원 문학연구과. 2003년 3월.
- 《ウイグル文アビダルマ論書の文獻學的研究》 [위구르문 아비달마론서의 문헌학적 연구] (일본어). 쇼카도(松香堂). 2008년 2월.